# Partenio Avellino
Partenio Avellino fu un club cestistico italiano femminile di Avellino.
La formazione avellinese ha disputato otto stagioni nella massima serie, ma si è sciolta nel 1995 e nel 2004. Giocava al Palasport Giacomo Del Mauro e i suoi colori sociali sono il bianco e il verde.

## Storia
La Partenio partecipò per la prima volta alla Serie A nel 1969-70; nella squadra avellinese, che nel 1968 conquistò la promozione, giocava una giovanissima Mabel Bocchi che, 6 anni dopo, nel 1974, sarà eletta migliore giocatrice del mondo e che collezionerà 121 presenze nella nazionale italiana di pallacanestro.
Senza l'apporto di Mabel Bocchi, passata alla Geas Sesto San Giovanni, la squadra irpina retrocesse subito senza vincere alcuna partita.
Ritornò nella massima serie dopo aver vinto la Serie A2 nel 1981-82. Da neopromossa, nel 1982-83 si classificò per la Poule finale, ma non si qualificò per i play-off.
Nel 1983-84 invece arrivò ai play-off, uscendo però ai quarti di finale contro la Bata Roma ma guadagnando la partecipazione alla Coppa Ronchetti, prima partecipazione di una squadra avellinese ad una competizione internazionale.
Nel 1984-85 la Partenio rimase invischiata nella lotta per la salvezza, non riuscendo però a mantenere la categoria. Ripescata in seguito alla rinuncia della Filati Crosa Spinea, nel 1985-86 retrocesse addirittura all'ultimo posto, con appena sette vittorie in tutta la stagione.
In un anno, la squadra torna in A1, ma nel 1987-88 retrocede nuovamente all'ultimo posto.
Promossa nel 1991-92, nel 1992-93 si salva con il decimo posto finale. Nel 1993-94 si migliora, classificandosi ottava. Nel 1994-95 disputa i play-off grazie al quinto posto in stagione regolare, ma deve poi rinunciare ad iscriversi.
Dalla Pallacanestro Avellino si è passati dunque alla Partenio Avellino. Lascia anche la Serie A2 nel 2003-04, dopo aver perso i play-out contro la Palmares Catania.
Nel 2010 chiude la stagione in B toccando il punto più basso della sua giovane storia: retrocede in Serie C dopo aver subito 22 sconfitte.